# Хом'янка
Хом'я́нка — село в Україні, у Житомирському районі Житомирської області. Входить до складу Брусилівської селищної громади. Населення становить 21 особа.
Вперше згадане 1607 року. Назва походить від поєднання імені Хома та дуже видозміненого слова «волка» (з польського - фільварок, осада).